# Zasiłek rodzinny
Zasiłek rodzinny – zasiłek, mający na celu częściowe pokrycie wydatków związanych utrzymaniem dziecka. Zasady ustalania uprawnień i wypłaty zasiłku rodzinnego reguluje ustawa z dnia 28 listopada 2003 roku o świadczeniach rodzinnych.

## Uprawnieni
Zasiłek rodzinny przysługuje:
- rodzicom, jednemu z rodziców albo opiekunowi prawnemu dziecka,
- opiekunowi faktycznemu dziecka,
- osobie uczącej się (osoba pełnoletnia ucząca się, niepozostającą na utrzymaniu rodziców w związku z ich śmiercią lub w związku z ustaleniem wyrokiem sądowym lub ugodą sądową prawa do alimentów z ich strony). Zasiłek przysługuje osobie uczącej się w szkole lub w szkole wyższej, jednak nie dłużej niż do ukończenia 24. roku życia.

Zasiłek rodzinny przysługuje do ukończenia przez dziecko:
- 18. roku życia,
- nauki w szkole, jednak nie dłużej niż do ukończenia 21. roku życia,
- 24. roku życia, jeżeli kontynuuje naukę w szkole lub w szkole wyższej i legitymuje się orzeczeniem o umiarkowanym albo znacznym stopniu niepełnosprawności (w rozumieniu ustawy o świadczeniach rodzinnych niepełnosprawnym jest dziecko w wieku do ukończenia 16 roku życia posiadające orzeczenie o niepełnosprawności określonym w przepisach o rehabilitacji zawodowej i społecznej oraz zatrudnianiu osób niepełnosprawnych).

## Wysokość zasiłku
Wysokość zasiłku rodzinnego uzależniona jest od wieku dziecka i od 1 stycznia 2017 wynosi:
- 95,00 zł na dziecko w wieku do ukończenia 5. roku życia;
- 124,00 zł na dziecko w wieku powyżej 5. roku życia do ukończenia 18. roku życia;
- 135,00 zł na dziecko w wieku powyżej 18. roku życia do ukończenia 24. roku życia.

Do zasiłku rodzinnego (po spełnieniu odpowiednich warunków określonych w ustawie z dnia 28 listopada 2003 r. o świadczeniach rodzinnych) przysługują dodatki do zasiłku rodzinnego.